# Easton-in-Gordano
Easton-in-Gordano är en ort i Storbritannien.   Den ligger i kommunen North Somerset och riksdelen England, i den södra delen av landet, 180 km väster om huvudstaden London. Easton-in-Gordano ligger i 23 meter över havet och antalet invånare är 4 824. 
Easton-in-Gordano tillhör civil parish Pill and Easton-in-Gordano.
Terrängen runt Easton-in-Gordano är huvudsakligen platt, men söderut är den kuperad. Havet är nära Easton-in-Gordano åt nordväst. Runt Easton-in-Gordano är det tätbefolkat, med 683 invånare per kvadratkilometer. Närmaste större samhälle är Bristol, 7,5 km öster om Easton-in-Gordano. I omgivningarna runt Easton-in-Gordano växer i huvudsak blandskog.